# Kuttasalo
Kuttasalo är en ö i Finland. Den ligger i sjön Kuttajärvi och i kommunen Kuopio i den ekonomiska regionen  Kuopio ekonomiska region  och landskapet Norra Savolax, i den centrala delen av landet, 300 km norr om huvudstaden Helsingfors. Öns area är 1,17 kvadratkilometer och dess största längd är 2,6 kilometer i sydöst-nordvästlig riktning.